# Qi (standard bezdrátového nabíjení)

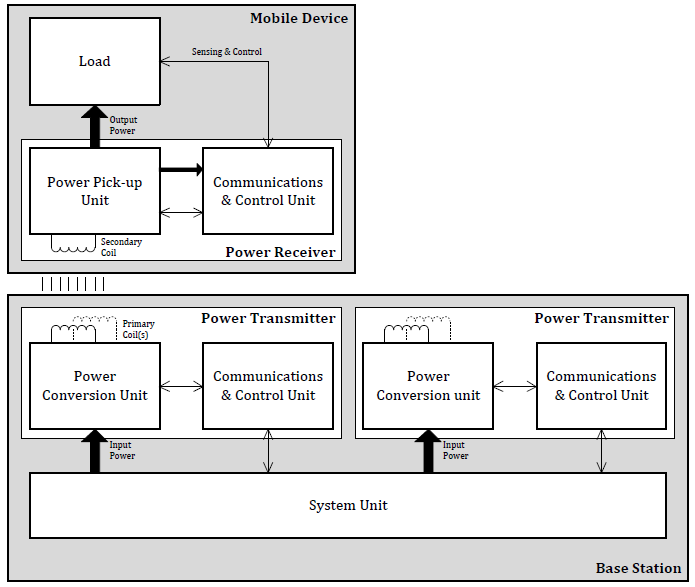
Schéma bezdrátového nabíjení

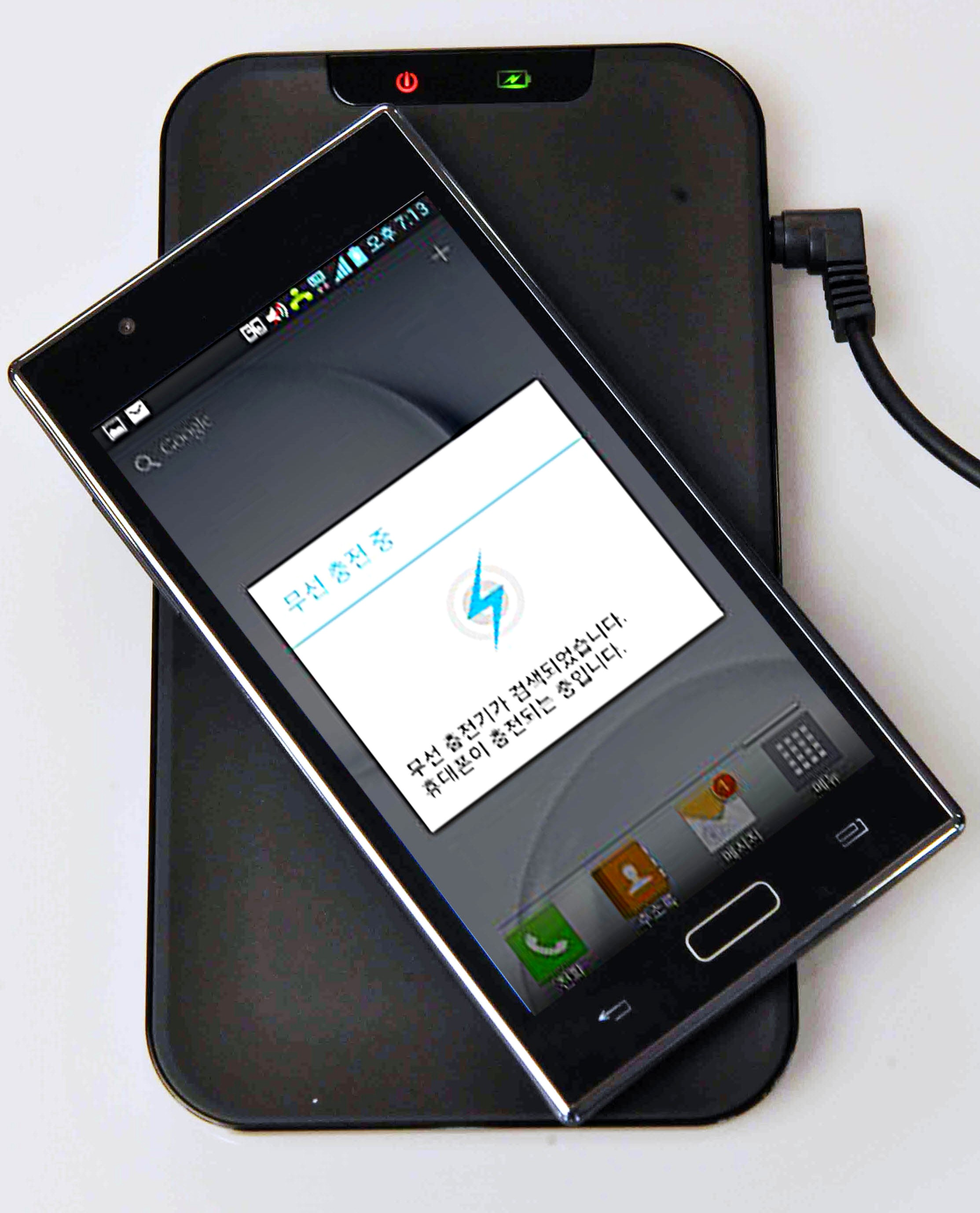
Bezdrátová nabíjecí podložka pro smartphone LG

Qi (výslovnost: čí, pochází z čínského výrazu znamenajícího „přírodní energie“) je standard pro bezdrátové nabíjení pomocí elektrické indukce vyvinutý sdružením výrobců „Wireless Power Consortium“. Systém Qi se skládá z napájecí podložky (zabudované například v nočním stolku) a kompatibilního přenosného zařízení, je schopen indukčně přenášet elektrickou energii až na vzdálenost 4 cm.

## O sdružení

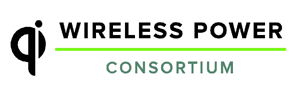
Logo a název konsorcia

Wireless Power Consortium je otevřené sdružení asijských, evropských a amerických společností z různých průmyslových odvětví. Bylo založeno v roce 2008 a k dubnu 2015 mělo 214 členů, mezi nimiž byli například výrobci mobilních telefonů Samsung, Nokia, BlackBerry, HTC nebo Sony či výrobce nábytku IKEA, která do svých výrobků zabudovala napájecí podložky daného standardu. Cílem sdružení je vytvořit celosvětový standard pro technologii indukčního nabíjení. Znakem kompatibility je logo sestávající z malých písmen latinky "q" a "i."

## Princip
Systém je založen na elektromagnetické indukci mezi dvěma plošnými cívkami. Systém Qi se skládá ze dvou zařízení: z nabíjecí podložky, do níž je přiveden elektrický proud a která pomocí své vestavěné cívky v okolním vzduchu vytváří proměnné magnetické pole, a dobíjeného zařízení (o frekvenci cca 100–200 kHz), v jehož cívce se sekundárně opět indukuje střídavý elektrický proud. Nabíjené přenosné zařízení si indukovaný střídavý proud usměrňuje a přenesenou energii ukládá do svého akumulátoru. Při přenosu dochází ke ztrátám způsobených ohříváním cívek a vířivými proudy způsobenými magnetickým polem v kovových částech zařízení, takže účinnost přenosu je kolem 65 % (přesnější a bližší umístění obou cívek do ideální polohy výrazně snižuje ztráty, takže účinnost přenosu může být vyšší, ale naopak i nižší). U vyšších výkonů jsou proto pro ideální vzájemnou pozici cívek využívány silné permanentní magnety, které jsou umístěný jak v nabíjecí podložce, tak v zařízení, které je nabíjeno.
Qi systém dále zahrnuje i komunikační a kontrolní mechanismy: Dobíjecí základna zjišťuje, zda je v dosahu nějaké odběrné zařízení, to jak na základě odebíraného toku energie, zde indukčního výkonu, tak i datovou komunikací s dobíjenými zařízeními, a podle situace přizpůsobuje intenzitu svého indukčního pole. V praxi to znamená, že pokud je nabíjený přístroj již nabitý, a energii už neodebírá, nebo v dosahu nabíječky žádné odběrné zařízení není, její systém to rozpozná a sníží svůj výkon na minimum, aby ušetřil elektrickou energii – v tomto režimu Stand-by dosahují bezdrátové nabíječky příkonu pouhých 0,0001 W oproti 0,12 W u klasických nabíječek. Podobně i nabíjená zařízení kontrolují stav svého nabití a mohou být schopna si dobíjecí základně proaktivně říci o změny přísunu energie, o změny budícího pole.
Pokud mobilní telefon není kompatibilní pro bezdrátové nabíjení Qi, lze to v některých případech řešit dokoupením speciální samolepky či krytu.

## Účinnost
Obecně a zjednodušeně se pro představu uvádí, že indukční nabíjení nabízí účinnost až kolem 75 %, běžné nabíjení zhruba o 10 % vyšší.

## Historie verzí
| Číslo verze | Zveřejněno | Maximální výkon                                                           | Poznámky |
| ----------- | ---------- | ------------------------------------------------------------------------- | --- |
| 1.0         | 2010       | 5 W                                                                       | Vysílač může být jednoduchá cívka, pole cívek nebo pohyblivá cívka. |
| 1.1         | 2012       | 5 W                                                                       | 12 různých specifikací vysílače, detekce cizích předmětů, aby se zabránilo zahřívání kovových předmětů v blízkosti vysílače, přidáno napájení vysílače přes USB. |
| 1.2         | 2015       | Základní výkonový profil (BPP): 5 W Rozšířený výkonový profil (EPP): 15 W | Zvýšen maximální výkon vysílače na 15 W, vylepšené tepelné testy vysílačů, vylepšené specifikace časování, vylepšená citlivost detekce cizích předmětů, volitelné ID přijímače (WP-ID). Společností Samsung nazváno „Fast Wireless Charging“ (původně 10 W, představeno v srpnu 2015 pro Galaxy Note 5 a S6 Edge plus), vyžaduje připojení ke USB nabíječce s podporou Qualcomm Quick Charge 2.0 (15 W, 9 V, 1,67 A). |
| 1.2.3       | 2017       | EPP Power Class 0: 5–30 W                                                 | Přidána třída výkonu 0, která umožňuje spotřebiteli z nabíječky vyjednat až 30 W. |
| 1.3         | 2021       | ?                                                                         | - Kompletně restrukturalizované dokumenty Specifikace s 15 tematickými knihami popisujícími různé aspekty systému. - Podpora pro ověřování bezdrátových nabíječek s certifikací Qi. - Vylepšené funkce a testování FOD (detekce cizích objektů) (včetně nového přijímače s nízkým testem výkonu). - Omezení vyjednatelných úrovní výkonu. - Řešení chyb, nesrovnalostí a nejasností. - Značný počet nových testů shody se Specifikací pokrývajících nové funkce i funkce, které nebyly testovány ve starší verzi specifikace. |
| 2.0         | 2023       | 15 W                                                                      | - Zahrnuje standard MagSafe od Apple pro vzájemné vycentrování a propojení zařízení. Namísto toho, aby uživatel musel ručně najít ideální místo pro zarovnání cívky vysílače a přijímače pomocí pokusů a omylů, kdy průběžně sleduje indikaci nabíjení, vyrovnává zařízení nabíjecí cívku automaticky pomocí vestavěných magnetů a tím umožňuje dostatečně bezpečně použití. - Počáteční standard podporuje výkon až 15 W, ale plánují se vyšší výkonové profily.                                                             |
| 2.1         | 2024       | 15 W                                                                      | - Podpora pro Automatic Alignment Profile (AAP) Power Transmitters - Podpora pro Magnetic Accessory Covers – MCPE and MCPM Profiles - Aktualizovaný Power Profile a Feature definice - Aktualizováno pro řešení problému, kdy vystupující fotoaparát mobilu mechanicky koliduje s nabíječkou - Opravy chyb |
| 2.2         | 2025       | 25 W                                                                      | - Podpora výkonu až 25 Wattů - Režimy optimalizují přenos výkonu podle možností napájecích adaptérů (USB-C) - Měření zisku a linearizace zisku pro optimalizaci řízení výkonu - Opětovné zavedení kapacitní modulace pro komunikaci s přijímačem výkonu - Vylepšená evidence magnetických ztrát výkonu - Kontrola Q-faktoru pro vyloučení cizích předmětů před zahájením přenosu výkonu - Kalibrace ztrát výkonu pro FOD nad 15 wattů - verze 2.2.1 dostala název Qi2 25 W                                                    |

## Alternativní standardy
V roce 2009 měl Palm Pre zabudované bezdrátové nabíjení, kde ideální pozici na nabíječce TouchStone zajišťoval magnet.
Alternativní standard pro rezonanční elektromagnetické nabíjení Rezence převzalo a dále vyvíjí sdružení AirFuel. Pracuje na průmyslovém kmitočtu 6,58 MHz a umožňuje připojení až pro 8 zařízení a předání výkonu do 50 W na vzdálenost do 5 cm. AirFuel zároveň rozvíjí svůj standard pro bezdrátové RF napájení v tzv. blízkém poli, vhodný pro miniaturní přístroje.

### Qi Medium Power standard
- 2019 – 30 W až 65 W
- Budoucnost – 200 W

### Ki verze
- 2015 – 1000 W
- 2024 – 2200 W

### Qi2 Ready vs Qi2 Certified
Pro přenos vyššího nabíjecího výkonu je potřeba pro omezení ztrát (a tím i zahřívání) co nejlépe zarovnat vysílací (nabíječka) a přijímající cívku (uvnitř nabíjeného zařízení). Standard Qi2 podporuje rychlejší bezdrátové nabíjení (než 15 W), nevyžaduje ovšem zabudované magnety, takže pro správné zarovnání telefonu s nabíječkou vyžaduje speciální kryt (pouzdro) s magnety. Zařízení Qi2 Certified mají naproti tomu magnety zabudovány přímo uvnitř a odpovídají tak zařízením Apple MagSafe (maximálně 15 W).